# Drakensbergianella
Drakensbergianella is een geslacht van kevers uit de familie bladkevers (Chrysomelidae).
De wetenschappelijke naam van het geslacht werd in 2003 gepubliceerd door Biondi & d'Alessandro.

## Soorten
- Drakensbergianella rudebecki Biondi & d'Alessandro, 2003